# Caroline Graham Hansen
Caroline Graham Hansen (Oslo, 18 febbraio 1995) è una calciatrice norvegese, centrocampista del Barcellona e della nazionale norvegese.

## Biografia
Nata nel quartiere di Tåsen a Oslo, ha un fratello minore, Fredrik, che milita nel Gamle Oslo FK. I genitori, grandi appassionati di calcio, hanno cresciuto entrambi i figli con l'intento che diventassero calciatori professionisti, portandoli spesso a vedere incontri di calcio, soprattutto del Manchester United e del Barcellona. Sia il figlio sia la figlia sono stati di conseguenza mandati in una scuola sportiva privata.
Diverse interviste alla famiglia hanno svelato che il padre istigava i figli a essere competitivi l'uno con l'altra e a prendersi in giro a vicenda, affinché si sviluppasse in loro la voglia di migliorare. Questo ambiente - ha poi spiegato Caroline - l'ha aiutata molto a forgiarsi caratterialmente.
Da bambina è stata, inoltre, una giocatrice agonistica di scacchi.

## Carriera

### Club

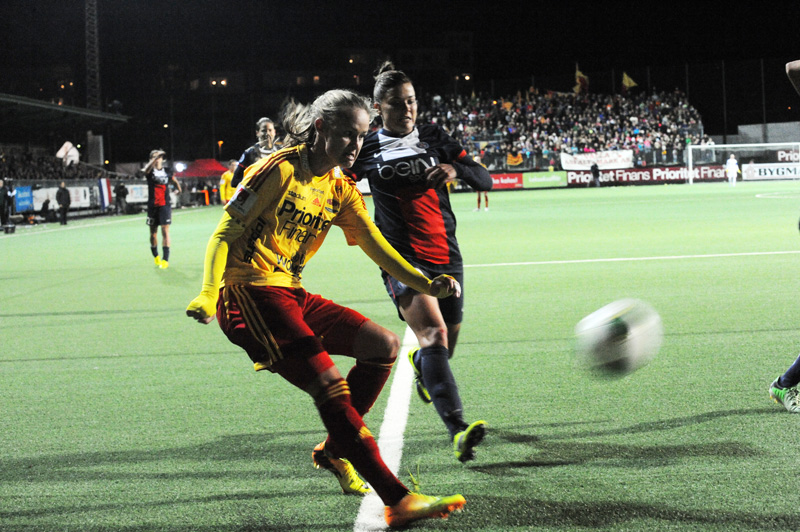
Caroline Graham Hansen con la maglia del Tyresö nel 2013.

Caroline Graham Hansen è nata ad Oslo, capitale norvegese, e nelle selezioni giovanili della squadra cittadina del Lyn ha mosso i primi passi da calciatrice, giocando prevalentemente in squadre miste di ragazzi e ragazze. E col Lyn vinse la Norway Cup 2010 nella classe di appartenenza, realizzando una tripletta nella finale contro le danesi del Ballerup Skovlunde e venendo nominata migliore giocatrice della partita.
Nell'agosto 2010 passò a giocare tra le file dello Stabæk, facendo il suo esordio in campionato poco più che quindicenne già il 29 agosto nella vittoria sul Donn. Realizzò la sua prima rete in campionato il 30 ottobre successivo nella vittoria casalinga sul Trondheims-Ørn, vittoria che valse allo Stabæk la vittoria del campionato norvegese, il primo della sua storia. Nelle due stagioni successive Graham Hansen giocò quasi tutte le partite di campionato e con lo Stabæk vinse la Coppa di Norvegia sia nel 2011 sia nel 2012, facendo anche il suo esordio nella UEFA Women's Champions League.
Il 1º settembre 2013, dopo metà stagione giocata con lo Stabæk in testa alla classifica, Graham Hansen si trasferì in Svezia tra le file del Tyresö FF, dopo che aveva già fatto un provino con la squadra svedese in primavera, ma aveva preferito posticipare il trasferimento per completare l'anno scolastico. Con la maglia del Tyresö giocò 7 partite di campionato, realizzando 3 reti, concludendo la Damallsvenskan al secondo posto; scese in campo nelle partite di andata e ritorno valevoli per i sedicesimi e gli ottavi di finale della UEFA Women's Champions League 2013-2014. Nel gennaio 2014 tornò allo Stabæk per poter conseguire il diploma di scuola superiore. Con lo Stabæk giocò solo la prima parte di stagione, ma ottenne dalla società la possibilità di allenarsi nel corso della settimana con la squadra maschile o con le giovanili maschili del club.

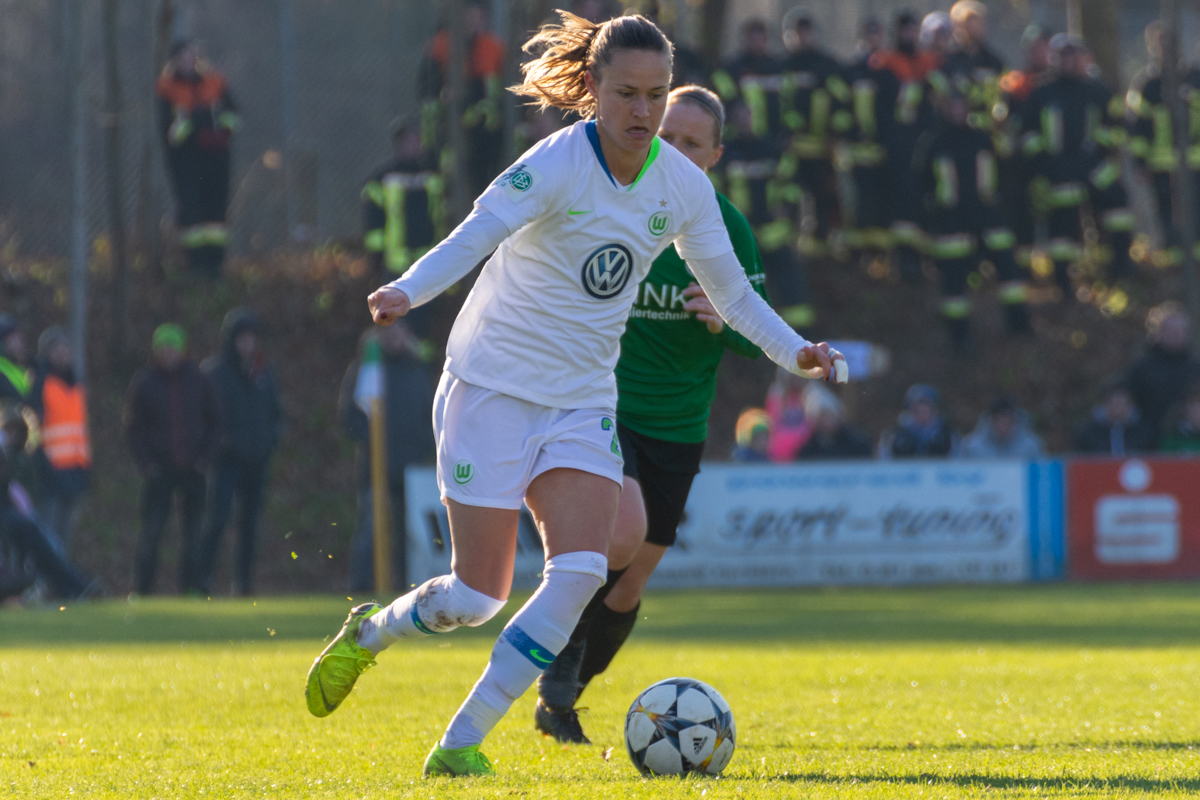
Caroline Graham Hansen con la maglia del Wolfsburg nel 2018.

A giugno 2014, completati gli studi, arrivò il trasferimento in Germania al Wolfsburg, fresco vincitore della Frauen-Bundesliga, col quale firmò un contratto biennale. Graham Hansen rimase al Wolfsburg per cinque stagioni consecutive, conquistando la vittoria del campionato per tre stagioni di fila e della Coppa di Germania in ogni stagione di permanenza con la squadra bianco-verde. Pur partecipando con regolarità alla UEFA Women's Champions League e arrivando con la squadra in finale in due occasioni, non riuscì a vincere il trofeo continentale. Negli anni al Wolfsburg formò con la danese Pernille Harder e con la polacca Ewa Pajor uno dei tridenti di attacco più pericolosi d'Europa. Per la stagione 2018-2019 è stata inserita nella rosa delle dieci candidate alla vittoria del UEFA Women's Player of the Year Award, classificandosi al decimo posto.
Nel maggio 2019 venne annunciato il trasferimento di Graham Hansen al Barcellona, col quale l'ala norvegese firmò un contratto biennale. Con la società blaugrana vinse subito la Copa Catalunya il 24 agosto successivo. Vinse poi la Supercoppa di Spagna il 10 febbraio 2020 nella goleada in finale per 10-1 sulla Real Sociedad, alla quale contribuì con una rete. Nonostante l'interruzione anticipata del campionato a causa della pandemia di COVID-19, al Barcellona venne assegnato il titolo di campione di Spagna, essendo in testa alla classifica al momento della sospensione.
Il 4 settembre 2024 viene inserita nella lista delle trenta candidate al Pallone d'oro femminile. Il 28 ottobre si classifica seconda nella graduatoria del riconoscimento, dietro alla compagna di squadra Aitana Bonmatí.

### Nazionale

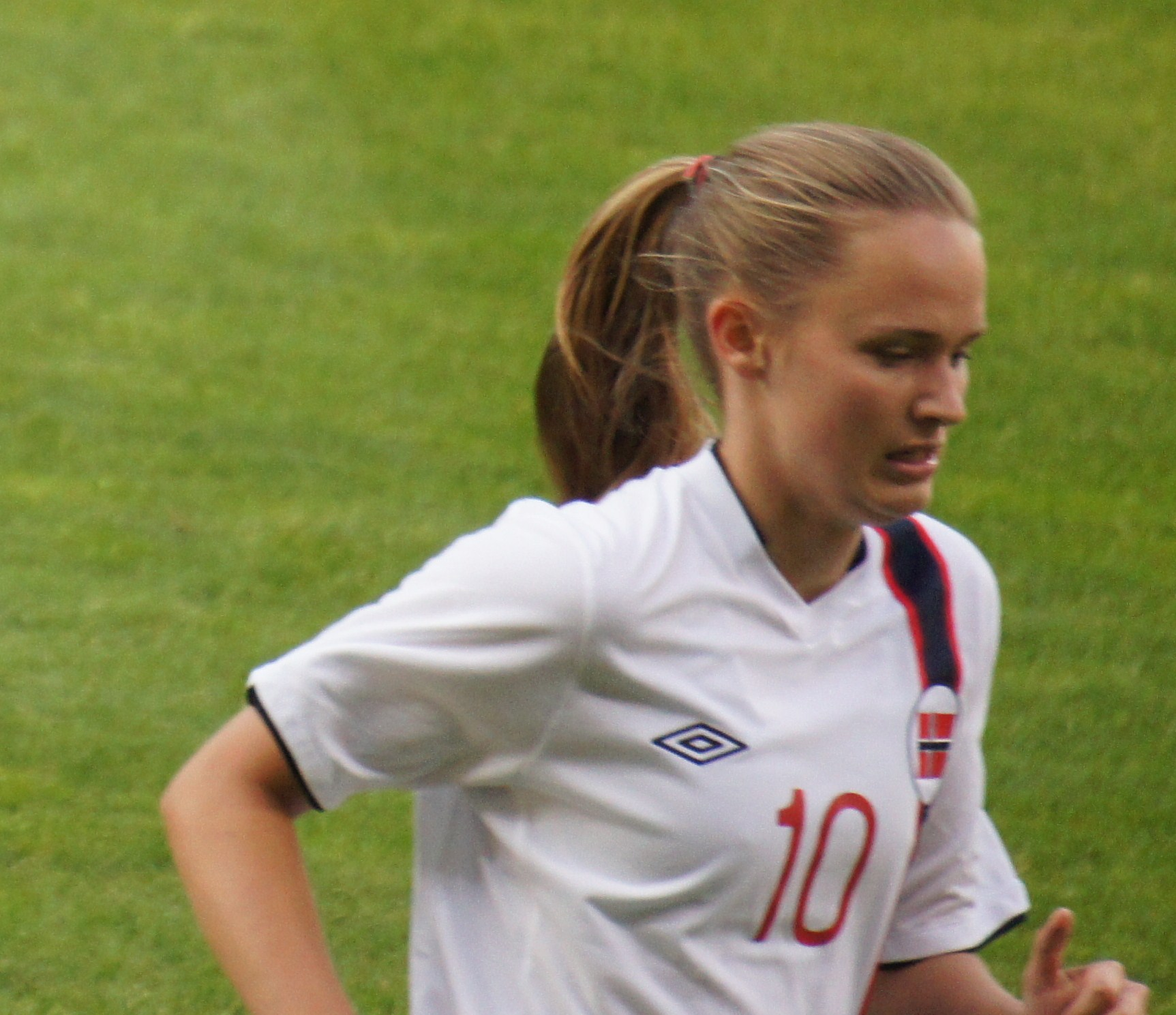
Caroline Graham Hansen con la maglia della nazionale norvegese nel 2013.

Caroline Graham Hansen ha fatto parte delle selezioni giovanili della nazionale norvegese sin dall'under 15, venendo convocata per la fase finale del campionato europeo 2011 riservato alle under 19 quando aveva ancora 16 anni. In quell'occasione giocò tutte le partite del torneo, realizzando la rete decisiva nella semifinale contro l'Italia, e conquistando la medaglia d'argento col secondo posto raggiunto dalla Norvegia. Nello stesso anno Graham Hansen fece il suo esordio nella nazionale maggiore della Norvegia in occasione della partita valida per le qualificazioni al campionato europeo 2013 e vinta il 26 ottobre in casa del Belgio. Realizzò la sua prima rete in nazionale sempre nelle qualificazioni agli Europei 2013 nella vittoria per 11-0 contro la Bulgaria il 16 giugno 2012. Nel 2012 fece parte della selezione nazionale che partecipò al campionato mondiale under-20, giocando tutte e quattro le partite della Norvegia fino all'eliminazione nei quarti di finale.
Nel 2013 Graham Hansen venne convocata da Even Pellerud per il campionato europeo 2013. Lei e Ada Hegerberg, entrambe diciottenni, furono dei punti fermi della nazionale norvegese, che arrivò fino alla finale del campionato europeo. In finale Graham Hansen conquistò anche un calcio di rigore che, però, venne sbagliato dalla compagna di squadra Solveig Gulbrandsen; la Norvegia venne sconfitta per 1-0 dalla Germania, al suo sesto titolo consecutivo, vincendo così la medaglia d'argento.
Nella fase di qualificazione al campionato mondiale 2015 diede un grosso contributo alla nazionale norvegese, che si qualificò alla fase finale grazie alla vittoria del proprio girone, realizzando 8 reti e risultando la migliore marcatrice norvegese nelle qualificazioni. Non poté, però, partecipare alla fase finale del campionato mondiale in Canada perché non riuscì a recuperare in tempo da un serio infortunio al ginocchio, venendo così esclusa dalla lista delle convocate da Even Pellerud. L'anno dopo fece parte della nazionale che partecipò al torneo di qualificazione al torneo femminile di calcio ai Giochi Olimpici di Rio 2016, segnando anche una rete, ma la Norvegia mancò l'accesso al torneo olimpico. Nel 2017 partecipò all'Algarve Cup 2017, dove la Norvegia concluse all'undicesimo posto, suo peggior piazzamento nel torneo portoghese. Nello stesso anno fece parte della rosa che partecipò al campionato europeo 2017. Al torneo continentale la Norvegia perse tutte e tre le partite nella fase a gironi, senza riuscire a segnare alcuna rete e venendo così eliminato dalla competizione. Nel marzo del 2019 arrivò la conquista del primo trofeo con la maglia della nazionale norvegese con la vittoria dell'Algarve Cup 2019, e Graham Hansen segnò anche nella finale vinta per 3-0 sulla Polonia.
Grazie anche alle sue sei reti nella fase di qualificazione, la Norvegia si qualificò al campionato mondiale 2019 come prima nel proprio girone. Graham Hansen venne inserita nella lista delle convocate, potendo così fare il suo esordio nel massimo torneo interNazionale femminile di calcio. Graham Hansen giocò tutte e cinque le partite disputate dalla Norvegia, realizzando una sola rete su calcio di rigore nella vittoria per 2-1 sulla Corea del Sud nella terza partita della fase a gironi. Segnò il primo tiro di rigore della serie che consentì alla Norvegia di superare l'Australia negli ottavi di finale, ma nei quarti di finale arrivò la sconfitta contro l'Inghilterra, che determinò l'eliminazione dal torneo.
Nel 2022 disputò gli Europei in Inghilterra, ove Caroline andò a segno nella prima partita della fase a gironi contro l'Irlanda del Nord (vinta 4-1). Tuttavia la Norvegia fu eliminata nella medesima fase a gironi, a fronte di due successive sconfitte, tra cui un roboante 8-0 contro le padrome di casa inglesi e un 1-0 incassato dall'Austria.
Nel 2023 la Norvegia passò invece la fase a gironi dei Mondiali in Australia e Nuova Zelanda, grazie al 6-0 alla terza giornata contro le Filippine, successivo alla sconfitto per 1-0 dalla Nuova Zelanda e allo 0-0 contro le svizzere. Agli ottavi tuttavia la Norvegia fu eliminata per 3-1 dal Giappone.

## Statistiche

### Presenze e reti nei club
Statistiche aggiornate al 7 giugno 2025.
| Stagione          | Squadra           | Campionato        | Campionato | Campionato | Coppe nazionali | Coppe nazionali | Coppe nazionali | Coppe internazionali | Coppe internazionali | Coppe internazionali | Altre coppe | Altre coppe | Altre coppe | Totale | Totale |
| Stagione          | Squadra           | Comp              | Pres       | Reti       | Comp            | Pres            | Reti            | Comp                 | Pres                 | Reti                 | Comp        | Pres        | Reti        | Pres   | Reti   |
| ----------------- | ----------------- | ----------------- | ---------- | ---------- | --------------- | --------------- | --------------- | -------------------- | -------------------- | -------------------- | ----------- | ----------- | ----------- | ------ | ------ |
| 2010              | Stabæk            | TS                | 7          | 1          | CN              | 0               | 0               | -                    | -                    | -                    | -           | -           | -           | 7      | 1      |
| 2011              | Stabæk            | TS                | 19         | 8          | CN              | 2               | 0               | UWCL                 | 2                    | 0                    | -           | -           | -           | 23     | 8      |
| 2012              | Stabæk            | TS                | 21         | 7          | CN              | 5               | 4               | UWCL                 | 3                    | 0                    | -           | -           | -           | 29     | 11     |
| gen.-ago. 2013    | Stabæk            | TS                | 15         | 10         | CN              | 2               | 2               | -                    | -                    | -                    | -           | -           | -           | 17     | 12     |
| ago.-dic. 2013    | Tyresö FF         | DS                | 7          | 3          | CS              | 1               | 0               | UWCL                 | 4                    | 0                    | -           | -           | -           | 12     | 3      |
| gen.-giu. 2014    | Stabæk            | TS                | 9          | 2          | CN              | 1               | 1               | -                    | -                    | -                    | -           | -           | -           | 10     | 3      |
| Totale Stabæk     | Totale Stabæk     | Totale Stabæk     | 71         | 28         | -               | 10              | 7               | -                    | 5                    | 0                    | -           | -           | -           | 81     | 35     |
| 2014-2015         | Wolfsburg         | BL                | 17         | 7          | CG              | 4               | 2               | UWCL                 | 6                    | 3                    | -           | -           | -           | 27     | 12     |
| 2015-2016         | Wolfsburg         | BL                | 13         | 6          | CG              | 2               | 2               | UWCL                 | 4                    | 3                    | -           | -           | -           | 19     | 10     |
| 2016-2017         | Wolfsburg         | BL                | 16         | 6          | CG              | 3               | 1               | UWCL                 | 4                    | 1                    | -           | -           | -           | 23     | 8      |
| 2017-2018         | Wolfsburg         | BL                | 20         | 3          | CG              | 3               | 3               | UWCL                 | 8                    | 2                    | -           | -           | -           | 31     | 8      |
| 2018-2019         | Wolfsburg         | BL                | 22         | 8          | CG              | 5               | 4               | UWCL                 | 6                    | 2                    | -           | -           | -           | 33     | 14     |
| Totale Wolfsburg  | Totale Wolfsburg  | Totale Wolfsburg  | 88         | 30         | -               | 17              | 12              | -                    | 28                   | 11                   | -           | -           | -           | 133    | 53     |
| 2019-2020         | Barcellona        | PD                | 14         | 7          | CR              | 4               | 2               | UWCL                 | 6                    | 0                    | SS          | 2           | 1           | 26     | 10     |
| 2020-2021         | Barcellona        | PD                | 23         | 8          | CR              | 1               | 1               | UWCL                 | 9                    | 3                    | SS          | 1           | 0           | 34     | 12     |
| 2021-2022         | Barcellona        | PD                | 23         | 5          | CR              | 1               | 0               | UWCL                 | 9                    | 2                    | SS          | 2           | 3           | 35     | 10     |
| 2022-2023         | Barcellona        | PD                | 13         | 11         | CR              | -               | -               | UWCL                 | 6                    | 2                    | SS          | -           | -           | 19     | 13     |
| 2023-2024         | Barcellona        | PD                | 25         | 21         | CR              | 3               | 3               | UWCL                 | 10                   | 5                    | SS          | 2           | 3           | 40     | 32     |
| 2024-2025         | Barcellona        | PD                | 23         | 11         | CR              | 4               | 0               | UWCL                 | 9                    | 3                    | CC+SS       | 0+2         | 0+2         | 38     | 16     |
| Totale Barcellona | Totale Barcellona | Totale Barcellona | 121        | 63         | -               | 13              | 6               | -                    | 49                   | 15                   | -           | 9           | 9           | 192    | 93     |
| Totale carriera   | Totale carriera   | Totale carriera   | 287        | 124        | -               | 41              | 25              | -                    | 86                   | 26                   | -           | 9           | 9           | 423    | 186    |

### Cronologia presenze e reti in nazionale
| Cronologia completa delle presenze e delle reti in nazionale ― Norvegia | Cronologia completa delle presenze e delle reti in nazionale ― Norvegia | Cronologia completa delle presenze e delle reti in nazionale ― Norvegia | Cronologia completa delle presenze e delle reti in nazionale ― Norvegia | Cronologia completa delle presenze e delle reti in nazionale ― Norvegia | Cronologia completa delle presenze e delle reti in nazionale ― Norvegia | Cronologia completa delle presenze e delle reti in nazionale ― Norvegia | Cronologia completa delle presenze e delle reti in nazionale ― Norvegia |
| Data                                                                    | Città                                                                   | In casa                                                                 | Risultato                                                               | Ospiti                                                                  | Competizione                                                            | Reti                                                                    | Note                                                                    |
| ----------------------------------------------------------------------- | ----------------------------------------------------------------------- | ----------------------------------------------------------------------- | ----------------------------------------------------------------------- | ----------------------------------------------------------------------- | ----------------------------------------------------------------------- | ----------------------------------------------------------------------- | ----------------------------------------------------------------------- |
| 26-10-2011                                                              | Anversa                                                                 | Belgio                                                                  | 0 – 1                                                                   | Norvegia                                                                | Qual. Euro 2013                                                         | -                                                                       | 63’                                                                     |
| 19-11-2011                                                              | Belfast                                                                 | Irlanda del Nord                                                        | 3 – 1                                                                   | Norvegia                                                                | Qual. Euro 2013                                                         | -                                                                       | 46’                                                                     |
| 17-6-2012                                                               | Sarpsborg                                                               | Norvegia                                                                | 11 – 0                                                                  | Bulgaria                                                                | Qual. Euro 2013                                                         | 1                                                                       |                                                                         |
| 20-6-2012                                                               | Trondheim                                                               | Norvegia                                                                | 2 – 0                                                                   | Irlanda del Nord                                                        | Qual. Euro 2013                                                         | -                                                                       |                                                                         |
| 6-3-2013                                                                | Parchal                                                                 | Norvegia                                                                | 2 – 0                                                                   | Giappone                                                                | Algarve Cup 2013 - 1º turno                                             | 1                                                                       | 72’                                                                     |
| 8-3-2013                                                                | Coimbra                                                                 | Norvegia                                                                | 0 – 0                                                                   | Danimarca                                                               | Algarve Cup 2013 - 1º turno                                             | -                                                                       | 85’                                                                     |
| 11-3-2013                                                               | Lagos                                                                   | Germania                                                                | 2 – 0                                                                   | Norvegia                                                                | Algarve Cup 2013 - 1º turno                                             | -                                                                       | 64’                                                                     |
| 14-3-2013                                                               | Lagos                                                                   | Svezia                                                                  | 2 – 2                                                                   | Norvegia                                                                | Algarve Cup 2013 - Finale 3º posto                                      | -                                                                       |                                                                         |
| 11-7-2013                                                               | Kalmar                                                                  | Norvegia                                                                | 1 – 1                                                                   | Islanda                                                                 | Euro 2013 - 1º turno                                                    | -                                                                       | 84’                                                                     |
| 14-7-2013                                                               | Stoccolma                                                               | Norvegia                                                                | 1 – 0                                                                   | Paesi Bassi                                                             | Euro 2013 - 1º turno                                                    | -                                                                       | 79’                                                                     |
| 17-7-2013                                                               | Göteborg                                                                | Germania                                                                | 0 – 1                                                                   | Norvegia                                                                | Euro 2013 - 1º turno                                                    | -                                                                       | 58’                                                                     |
| 22-7-2013                                                               | Halmstad                                                                | Norvegia                                                                | 3 – 1                                                                   | Spagna                                                                  | Euro 2013 - Quarti di finale                                            | -                                                                       | 81’                                                                     |
| 25-7-2013                                                               | Norrköping                                                              | Norvegia                                                                | 1 – 1 (4 - 2 dtr)                                                       | Danimarca                                                               | Euro 2013 - Semifinale                                                  | -                                                                       | 57’                                                                     |
| 28-7-2013                                                               | Solna                                                                   | Germania                                                                | 1 – 0                                                                   | Norvegia                                                                | Euro 2013 - Finale                                                      | -                                                                       |                                                                         |
| 25-9-2013                                                               | Oslo                                                                    | Norvegia                                                                | 4 – 1                                                                   | Belgio                                                                  | Qual. Mondiali 2015                                                     | 1                                                                       |                                                                         |
| 26-10-2013                                                              | Bærum                                                                   | Norvegia                                                                | 7 – 0                                                                   | Albania                                                                 | Qual. Mondiali 2015                                                     | 3                                                                       |                                                                         |
| 30-10-2013                                                              | Utrecht                                                                 | Paesi Bassi                                                             | 1 – 2                                                                   | Norvegia                                                                | Qual. Mondiali 2015                                                     | 1                                                                       |                                                                         |
| 15-2-2014                                                               | Atene                                                                   | Grecia                                                                  | 0 – 5                                                                   | Norvegia                                                                | Qual. Mondiali 2015                                                     | -                                                                       | 90+3’                                                                   |
| 10-4-2014                                                               | Lovanio                                                                 | Belgio                                                                  | 1 – 2                                                                   | Norvegia                                                                | Qual. Mondiali 2015                                                     | -                                                                       | 89’                                                                     |
| 8-5-2014                                                                | Stavanger                                                               | Norvegia                                                                | 2 – 0                                                                   | Portogallo                                                              | Qual. Mondiali 2015                                                     | -                                                                       |                                                                         |
| 13-6-2014                                                               | Trondheim                                                               | Norvegia                                                                | 6 – 0                                                                   | Grecia                                                                  | Qual. Mondiali 2015                                                     | 1                                                                       |                                                                         |
| 18-6-2014                                                               | Funchal                                                                 | Portogallo                                                              | 0 – 2                                                                   | Norvegia                                                                | Qual. Mondiali 2015                                                     | -                                                                       | 79’                                                                     |
| 13-9-2014                                                               | Durazzo                                                                 | Albania                                                                 | 0 – 11                                                                  | Norvegia                                                                | Qual. Mondiali 2015                                                     | 2                                                                       |                                                                         |
| 17-9-2014                                                               | Molde                                                                   | Norvegia                                                                | 0 – 2                                                                   | Paesi Bassi                                                             | Qual. Mondiali 2015                                                     | -                                                                       | 30’                                                                     |
| 24-9-2015                                                               | Glasgow                                                                 | Scozia                                                                  | 0 – 4                                                                   | Norvegia                                                                | Amichevole                                                              | 1                                                                       |                                                                         |
| 22-1-2016                                                               | Valencia                                                                | Norvegia                                                                | 6 – 0                                                                   | Romania                                                                 | Amichevole                                                              | 1                                                                       |                                                                         |
| 25-1-2016                                                               | Montpellier                                                             | Francia                                                                 | 1 – 0                                                                   | Norvegia                                                                | Amichevole                                                              | -                                                                       |                                                                         |
| 28-2-2016                                                               | Bodø                                                                    | Norvegia                                                                | 0 – 1                                                                   | Svezia                                                                  | Qual. Olimpiadi 2016                                                    | -                                                                       |                                                                         |
| 2-3-2016                                                                | Skien                                                                   | Norvegia                                                                | 4 – 1                                                                   | Paesi Bassi                                                             | Qual. Olimpiadi 2016                                                    | 2                                                                       |                                                                         |
| 6-3-2016                                                                | Ginevra                                                                 | Svizzera                                                                | 2 – 1                                                                   | Norvegia                                                                | Qual. Olimpiadi 2016                                                    | -                                                                       |                                                                         |
| 15-9-2016                                                               | Molde                                                                   | Norvegia                                                                | 10 – 0                                                                  | Kazakistan                                                              | Qual. Euro 2017                                                         | 1                                                                       | 58’                                                                     |
| 18-9-2016                                                               | Ulstein                                                                 | Norvegia                                                                | 5 – 0                                                                   | Israele                                                                 | Qual. Euro 2017                                                         | -                                                                       | 65’                                                                     |
| 24-10-2016                                                              | Oslo                                                                    | Norvegia                                                                | 0 – 0                                                                   | Svezia                                                                  | Amichevole                                                              | -                                                                       |                                                                         |
| 19-1-2017                                                               | Tønsberg                                                                | Norvegia                                                                | 2 – 1                                                                   | Austria                                                                 | Amichevole                                                              | -                                                                       | 73’                                                                     |
| 1-3-2017                                                                | Parchal                                                                 | Norvegia                                                                | 1 – 1                                                                   | Islanda                                                                 | Algarve Cup 2017 - 1º turno                                             | -                                                                       | 69’                                                                     |
| 4-3-2017                                                                | Albufeira                                                               | Norvegia                                                                | 0 – 2                                                                   | Giappone                                                                | Algarve Cup 2017 - 1º turno                                             | -                                                                       | 68’                                                                     |
| 8-3-2017                                                                | Lagos                                                                   | Norvegia                                                                | 2 – 0                                                                   | Portogallo                                                              | Algarve Cup 2017 - Finale 11º posto                                     | -                                                                       | 71’                                                                     |
| 10-4-2017                                                               | Trondheim                                                               | Norvegia                                                                | 2 – 1                                                                   | Svizzera                                                                | Amichevole                                                              | -                                                                       |                                                                         |
| 9-7-2017                                                                | Sandefjord                                                              | Norvegia                                                                | 0 – 1                                                                   | Stati Uniti                                                             | Amichevole                                                              | -                                                                       |                                                                         |
| 13-7-2017                                                               | Rennes                                                                  | Francia                                                                 | 1 – 1                                                                   | Norvegia                                                                | Amichevole                                                              | -                                                                       |                                                                         |
| 16-7-2017                                                               | Utrecht                                                                 | Paesi Bassi                                                             | 1 – 0                                                                   | Norvegia                                                                | Euro 2017 - 1º turno                                                    | -                                                                       |                                                                         |
| 20-7-2017                                                               | Breda                                                                   | Norvegia                                                                | 0 – 2                                                                   | Belgio                                                                  | Euro 2017 - 1º turno                                                    | -                                                                       |                                                                         |
| 24-7-2017                                                               | Deventer                                                                | Norvegia                                                                | 0 – 1                                                                   | Danimarca                                                               | Euro 2017 - 1º turno                                                    | -                                                                       |                                                                         |
| 15-9-2017                                                               | Fredrikstad                                                             | Norvegia                                                                | 4 – 1                                                                   | Irlanda del Nord                                                        | Qual. Mondiali 2019                                                     | 1                                                                       |                                                                         |
| 19-9-2017                                                               | Sarpsborg                                                               | Norvegia                                                                | 6 – 1                                                                   | Slovacchia                                                              | Qual. Mondiali 2019                                                     | 2                                                                       | 82’                                                                     |
| 24-10-2017                                                              | Groninga                                                                | Paesi Bassi                                                             | 1 – 0                                                                   | Norvegia                                                                | Qual. Mondiali 2019                                                     | -                                                                       |                                                                         |
| 28-11-2017                                                              | Montréal                                                                | Canada                                                                  | 3 – 2                                                                   | Norvegia                                                                | Amichevole                                                              | 1                                                                       | 49’                                                                     |
| 19-1-2018                                                               | Oslo                                                                    | Norvegia                                                                | 3 – 0                                                                   | Scozia                                                                  | Amichevole                                                              | -                                                                       |                                                                         |
| 28-2-2018                                                               | Albufeira                                                               | Australia                                                               | 4 – 3                                                                   | Norvegia                                                                | Algarve Cup 2018 - 1º turno                                             | -                                                                       |                                                                         |
| 2-3-2018                                                                | Lagos                                                                   | Norvegia                                                                | 2 – 0                                                                   | Cina                                                                    | Algarve Cup 2018 - 1º turno                                             | -                                                                       | 67’                                                                     |
| 5-3-2018                                                                | Parchal                                                                 | Portogallo                                                              | 2 – 0                                                                   | Norvegia                                                                | Algarve Cup 2018 - 1º turno                                             | -                                                                       | 82’                                                                     |
| 10-4-2018                                                               | Belfast                                                                 | Irlanda del Nord                                                        | 0 – 3                                                                   | Norvegia                                                                | Qual. Mondiali 2019                                                     | 2                                                                       | 90+1’                                                                   |
| 8-6-2018                                                                | Dublino                                                                 | Irlanda                                                                 | 0 – 2                                                                   | Norvegia                                                                | Qual. Mondiali 2019                                                     | -                                                                       | 35’ 70’                                                                 |
| 12-6-2018                                                               | Stavanger                                                               | Norvegia                                                                | 1 – 0                                                                   | Irlanda                                                                 | Qual. Mondiali 2019                                                     | 1                                                                       |                                                                         |
| 31-8-2018                                                               | Košice                                                                  | Slovacchia                                                              | 0 – 4                                                                   | Norvegia                                                                | Qual. Mondiali 2019                                                     | -                                                                       |                                                                         |
| 4-9-2018                                                                | Oslo                                                                    | Norvegia                                                                | 2 – 1                                                                   | Paesi Bassi                                                             | Qual. Mondiali 2019                                                     | -                                                                       |                                                                         |
| 6-10-2018                                                               | Göteborg                                                                | Svezia                                                                  | 2 – 1                                                                   | Norvegia                                                                | Amichevole                                                              | -                                                                       |                                                                         |
| 12-1-2019                                                               | Yokohama                                                                | Giappone                                                                | 4 – 1                                                                   | Norvegia                                                                | Amichevole                                                              | -                                                                       |                                                                         |
| 17-1-2019                                                               | Paisley                                                                 | Scozia                                                                  | 1 – 3                                                                   | Norvegia                                                                | Amichevole                                                              | 2                                                                       |                                                                         |
| 22-1-2019                                                               | Toronto                                                                 | Canada                                                                  | 1 – 0                                                                   | Norvegia                                                                | Amichevole                                                              | -                                                                       |                                                                         |
| 27-2-2019                                                               | Albufeira                                                               | Norvegia                                                                | 2 – 1                                                                   | Danimarca                                                               | Algarve Cup 2019 - 1º turno                                             | -                                                                       |                                                                         |
| 1-3-2019                                                                | Lagos                                                                   | Cina                                                                    | 1 – 3                                                                   | Norvegia                                                                | Algarve Cup 2019 - 1º turno                                             | -                                                                       |                                                                         |
| 6-3-2019                                                                | Lagos                                                                   | Polonia                                                                 | 0 – 3                                                                   | Norvegia                                                                | Algarve Cup 2019 - 1º turno                                             | 1                                                                       |                                                                         |
| 9-4-2019                                                                | Marbella                                                                | Nuova Zelanda                                                           | 1 – 0                                                                   | Norvegia                                                                | Amichevole                                                              | -                                                                       |                                                                         |
| 2-6-2019                                                                | Saint-Denis                                                             | Sudafrica                                                               | 2 – 7                                                                   | Norvegia                                                                | Amichevole                                                              | -                                                                       | 60’                                                                     |
| 8-6-2019                                                                | Grenoble                                                                | Norvegia                                                                | 3 – 0                                                                   | Nigeria                                                                 | Mondiali 2019 - 1º turno                                                | -                                                                       |                                                                         |
| 12-6-2019                                                               | Bordeaux                                                                | Francia                                                                 | 2 – 1                                                                   | Norvegia                                                                | Mondiali 2019 - 1º turno                                                | -                                                                       |                                                                         |
| 17-6-2019                                                               | Reims                                                                   | Corea del Sud                                                           | 1 – 2                                                                   | Norvegia                                                                | Mondiali 2019 - 1º turno                                                | 1                                                                       | 54’                                                                     |
| 22-6-2019                                                               | Nizza                                                                   | Norvegia                                                                | 1 – 1 (4 - 1 dtr)                                                       | Australia                                                               | Mondiali 2019 - Ottavi di finale                                        | -                                                                       |                                                                         |
| 27-6-2019                                                               | Le Havre                                                                | Norvegia                                                                | 0 – 3                                                                   | Inghilterra                                                             | Mondiali 2019 - Quarti di finale                                        | -                                                                       |                                                                         |
| 30-8-2019                                                               | Belfast                                                                 | Irlanda del Nord                                                        | 0 – 6                                                                   | Norvegia                                                                | Qual. Euro 2022                                                         | 3                                                                       |                                                                         |
| 3-9-2019                                                                | Oslo                                                                    | Norvegia                                                                | 2 – 1                                                                   | Inghilterra                                                             | Amichevole                                                              | 1                                                                       |                                                                         |
| 4-10-2019                                                               | Minsk                                                                   | Bielorussia                                                             | 1 – 7                                                                   | Norvegia                                                                | Qual. Euro 2022                                                         | 2                                                                       |                                                                         |
| 6-10-2019                                                               | Tórshavn                                                                | Fær Øer                                                                 | 0 – 13                                                                  | Norvegia                                                                | Qual. Euro 2022                                                         | 3                                                                       |                                                                         |
| 8-11-2019                                                               | Oslo                                                                    | Norvegia                                                                | 6 – 0                                                                   | Irlanda del Nord                                                        | Qual. Euro 2022                                                         | 2                                                                       |                                                                         |
| 4-3-2020                                                                | Parchal                                                                 | Danimarca                                                               | 1 – 2                                                                   | Norvegia                                                                | Algarve Cup 2020 - 1º turno                                             | -                                                                       |                                                                         |
| 7-3-2020                                                                | Lagos                                                                   | Germania                                                                | 4 – 0                                                                   | Norvegia                                                                | Algarve Cup 2020 - 1º turno                                             | -                                                                       |                                                                         |
| 10-3-2020                                                               | Lagos                                                                   | Nuova Zelanda                                                           | 1 – 2                                                                   | Norvegia                                                                | Algarve Cup 2020 - 1º turno                                             | 1                                                                       |                                                                         |
| 22-9-2020                                                               | Oslo                                                                    | Norvegia                                                                | 1 – 0                                                                   | Galles                                                                  | Qual. Euro 2022                                                         | -                                                                       | 71’                                                                     |
| 27-10-2020                                                              | Cardiff                                                                 | Galles                                                                  | 0 – 1                                                                   | Norvegia                                                                | Qual. Euro 2022                                                         | -                                                                       | 26’                                                                     |
| 8-4-2021                                                                | Bruxelles                                                               | Belgio                                                                  | 0 – 2                                                                   | Norvegia                                                                | Amichevole                                                              | -                                                                       |                                                                         |
| 13-4-2021                                                               | Wiesbaden                                                               | Germania                                                                | 3 – 1                                                                   | Norvegia                                                                | Amichevole                                                              | -                                                                       | 59’                                                                     |
| 16-9-2021                                                               | Oslo                                                                    | Norvegia                                                                | 10 – 0                                                                  | Armenia                                                                 | Qual. Mondiali 2023                                                     | 2                                                                       |                                                                         |
| 21-9-2021                                                               | Pristina                                                                | Kosovo                                                                  | 0 – 3                                                                   | Norvegia                                                                | Qual. Mondiali 2023                                                     | 1                                                                       |                                                                         |
| 21-10-2021                                                              | Katowice                                                                | Polonia                                                                 | 0 – 0                                                                   | Norvegia                                                                | Qual. Mondiali 2023                                                     | -                                                                       |                                                                         |
| 26-10-2021                                                              | Oslo                                                                    | Norvegia                                                                | 4 – 0                                                                   | Belgio                                                                  | Qual. Mondiali 2023                                                     | 1                                                                       | 90+3’                                                                   |
| 7-4-2022                                                                | Sandefjord                                                              | Norvegia                                                                | 5 – 1                                                                   | Kosovo                                                                  | Qual. Mondiali 2023                                                     | -                                                                       |                                                                         |
| 12-4-2022                                                               | Oslo                                                                    | Norvegia                                                                | 2 – 1                                                                   | Polonia                                                                 | Qual. Mondiali 2023                                                     | 1                                                                       |                                                                         |
| 29-6-2022                                                               | Varberg                                                                 | Danimarca                                                               | 1 – 2                                                                   | Norvegia                                                                | Amichevole                                                              | -                                                                       |                                                                         |
| 7-7-2022                                                                | Southampton                                                             | Norvegia                                                                | 4 – 1                                                                   | Irlanda del Nord                                                        | Euro 2022 - 1º turno                                                    | 1                                                                       |                                                                         |
| 11-7-2022                                                               | Manchester                                                              | Inghilterra                                                             | 8 – 0                                                                   | Norvegia                                                                | Euro 2022 - 1º turno                                                    | -                                                                       | 75’                                                                     |
| 15-7-2022                                                               | Brighton                                                                | Austria                                                                 | 1 – 0                                                                   | Norvegia                                                                | Euro 2022 - 1º turno                                                    | -                                                                       |                                                                         |
| 20-7-2023                                                               | Sydney                                                                  | Nuova Zelanda                                                           | 1 – 0                                                                   | Norvegia                                                                | Mondiali 2023 - 1º turno                                                | -                                                                       |                                                                         |
| 25-7-2023                                                               | Hamilton                                                                | Svizzera                                                                | 0 – 0                                                                   | Norvegia                                                                | Mondiali 2023 - 1º turno                                                | -                                                                       | 57’                                                                     |
| 30-7-2023                                                               | Auckland                                                                | Norvegia                                                                | 6 – 0                                                                   | Filippine                                                               | Mondiali 2023 - 1º turno                                                | 1                                                                       | 83’                                                                     |
| 5-8-2023                                                                | Wellington                                                              | Giappone                                                                | 3 – 1                                                                   | Norvegia                                                                | Mondiali 2023 - Ottavi di finale                                        | -                                                                       |                                                                         |
| 22-9-2023                                                               | Oslo                                                                    | Norvegia                                                                | 1 – 1                                                                   | Austria                                                                 | UEFA Women's Nations League 2023-2024 - 1º turno                        | -                                                                       | 88’                                                                     |
| 1-12-2023                                                               | Oslo                                                                    | Norvegia                                                                | 4 – 0                                                                   | Portogallo                                                              | UEFA Women's Nations League 2023-2024 - 1º turno                        | -                                                                       | 46’                                                                     |
| 23-2-2024                                                               | Osijek                                                                  | Croazia                                                                 | 0 – 3                                                                   | Norvegia                                                                | UEFA Women's Nations League 2023-2024 - 1º turno                        | 1                                                                       | 52’                                                                     |
| 21-2-2025                                                               | Tolosa                                                                  | Francia                                                                 | 1 – 0                                                                   | Norvegia                                                                | UEFA Women's Nations League 2025 - 1º turno                             | -                                                                       |                                                                         |
| 25-2-2025                                                               | Stavanger                                                               | Norvegia                                                                | 2 – 1                                                                   | Svizzera                                                                | UEFA Women's Nations League 2025 - 1º turno                             | 1                                                                       |                                                                         |
| 30-5-2025                                                               | Trondheim                                                               | Norvegia                                                                | 1 – 1                                                                   | Islanda                                                                 | UEFA Women's Nations League 2025 - 1º turno                             | -                                                                       | 42’ 77’                                                                 |
| 26-6-2025                                                               | Oslo                                                                    | Norvegia                                                                | 0 – 2                                                                   | Svezia                                                                  | Amichevole                                                              | -                                                                       | 68’                                                                     |
| 2-7-2025                                                                | Basilea                                                                 | Svizzera                                                                | 1 – 2                                                                   | Norvegia                                                                | Euro 2025 - 1° turno                                                    | -                                                                       | 90+2’                                                                   |
| 6-7-2025                                                                | Sion                                                                    | Norvegia                                                                | 2 – 1                                                                   | Finlandia                                                               | Euro 2025 - 1° turno                                                    | 1                                                                       | 87’                                                                     |
| Totale                                                                  |                                                                         | Presenze                                                                | 104                                                                     |                                                                         | Reti                                                                    | 48                                                                      |                                                                         |

## Palmarès

### Club

#### Competizioni nazionali
- Campionato norvegese: 1

Stabæk: 2010
- Coppa di Norvegia: 1

Stabæk: 2012
- Campionato tedesco: 3

Wolfsburg: 2016-2017, 2017-2018, 2018-2019
- Coppa di Germania: 5

Wolfsburg: 2014-2015, 2015-2016, 2016-2017, 2017-2018, 2018-2019
- Campionato spagnolo: 6

Barcellona: 2019-2020, 2020-2021, 2021-2022, 2022-2023, 2023-2024, 2024-2025
- Coppa della Regina: 5

Barcellona: 2019-2020, 2021-2022, 2023-2024, 2024-2025
- Supercoppa spagnola: 4

Barcellona: 2020, 2022, 2024, 2025
- Copa Catalunya: 1

Barcellona: 2019

#### Competizioni internazionali
- UEFA Women's Champions League: 3

Barcellona: 2020-2021, 2022-2023, 2023-2024

### Nazionale
- Algarve Cup: 1

2019